# Anna Bajer
Anna Bajer (ur. w 1964) – polska aktorka teatralna i filmowa, lalkarka, także wokalistka. Absolwentka Wydziału Lalkarskiego PWST we Wrocławiu (1987)
Od 1987 roku jest zatrudniona jako aktorka Wrocławskiego Teatru Lalek. Zadebiutowała 21 lutego 1988 roku w podwójnej roli Sroki i Szarej kotki w spektaklu Kot, pies i jazz w reżyserii Wiesława Hejny na deskach tego właśnie teatru. Występuje zwykle w przedstawieniach lalkowych kierowanych do najmłodszych widzów.

## Spektakle teatralne
Jeśli nie zaznaczono inaczej, przedstawienie zrealizowano we Wrocławskim Teatrze Lalek
- 1988 – Kot, pies i jazz jako Sroka; Szara kotka (reż. W. Hejno)
- 1988 – A kto z nami trzyma sztamy (reż. Halina Dzieduszycka) – Ośrodek Teatru Otwartego "Kalambur" we Wrocławiu
- 1993 – Entliczek Pentliczek (reż. W. Hejno)
- 1994 – Krawiec Niteczka jako Krowa (reż. W. Hejno)
- 1995, 1998 – Ali Baba i 40 rozbójników (reż. W. Hejno)
- 1995 – Baśń o księciu Pipo (reż. Aleksander Maksymiak)
- 1996 – Pan Twardowski jako Pani Twardowski (reż. Maksymiak)
- 1997 – Zwierzęta Doktora Dolittle jako Sara; Małpa Kuzynka I (reż. Jerzy Bielunas)
- 1998 – Kubuś Puchatek (reż. A. Maksymiak)
- 1998 – Magiczne imię jako Pani Nauczycielka; Ciocia (reż. W. Hejno)
- 2002 – Córka Króla Mórz Dziecko; Syrena I (reż. Beata Pejcz)
- 2002 – Jak Matołusz poszedł szukać... jako Ciotka (reż. P. Nosalek)
- 2002 – Och, Emil! jako Ciotka II; Pielęgniarka (reż. Lech Chojnacki)
- 2003 – Sen nocy letniej jako Tytania; Elf (reż. Josef Krofta);
- 2004 – Nikt mnie nie zna jako Żona Klara (reż. Michał Białecki, partnerował jej Marcin Rogoziński) – Nowy Teatr we Wrocławiu[1];
- 2006 – Kopciuszek jako Macocha (reż. Lesław Piecka)
- 2006 – Amelka, Bóbr i Król na dachu jako Pani Fryga (Trujący Grzyb, Wielka Pokrzywa) (reż. P. Nosalek)
- 2007 – Baśń o pięknej Parysadzie jako Duch, Panna, Struga Złotosmuga (reż. B. Pejcz)

## Filmografia
- 2003 – Fala zbrodni jako Lekarka
- 2004, 2006, 2007 – Pierwsza miłość jako Danuta Radosz, żona Jana i matka Marysi, która zginęła tragicznie pod kołami samochodu prowadzonego przez Andrzeja Pałkowskiego
- 2006 – Fala zbrodni

## Nagrody
- 1996 – Złota Pacynka (Wrocław)[potrzebny przypis]